# Молве Греде
Молве Греде су насељено место у саставу општине Молве у Копривничко-крижевачкој жупанији, Република Хрватска.

## Историја
До територијалне реорганизације у Хрватској налазиле су се у саставу старе општине Ђурђевац.

## Становништво
На попису становништва 2011. године, Молве Греде су имале 280 становника.

## Попис1991.
На попису становништва 1991. године, насељено место Молве Греде је имало 315 становника, следећег националног састава:
| Попис 1991.‍ | Попис 1991.‍ | Попис 1991.‍ | Попис 1991.‍ | Попис 1991.‍ |
| ----------- | ----------- | ----------- | ----------- | ----------- |
|             |             |             |             |             |
| Хрвати      | Хрвати      |             | 311         | 98,73%      |
| Срби        | Срби        |             | 1           | 0,31%       |
| непознато   | непознато   |             | 3           | 0,95%       |
| укупно: 315 |             |             |             |             |